# Lada
Lada je slovanské ženské jméno nejasného významu. Může být odvozeno ze slova lad (pořádek), staročeského lada (dívka, panna) nebo srbochorvatského lada (manželka). V pohanském bájesloví se tak jmenovala bohyně krásy, lásky a manželství. Podobně znějící slova s podobným významem lze nalézt i v dalších jazycích, a to nejen slovanských. V českém občanském kalendáři má Lada svátek 7. srpna.

## Statistické údaje
Následující tabulka uvádí četnost jména v ČR a pořadí mezi ženskými jmény ve srovnání dvou roků, pro které jsou dostupné údaje MV ČR – lze z ní tedy vysledovat trend v užívání tohoto jména:
| Rok       | Četnost   | Pořadí      |
| 1999      | 5168      | 111.        |
| 2002      | 5225      | 111.        |
| Porovnání | o 57 více | žádná změna |

Změna procentního zastoupení tohoto jména mezi žijícími ženami v ČR (tj. procentní změna se započítáním celkového úbytku žen v ČR za sledované tři roky) je +1,9%.

## Slavné Lady
- Lada je též slovanská bohyně, družka Peruna
- Lada Hubatová-Vacková – česká historička umění a pedagožka Vysoké školy uměleckoprůmyslové
- Lada Kozlíková – česká cyklistka
- Lada Jelínková – česká herečka

## Fiktivní Lady
- princezna Lada – hlavní postava pohádky Princezna se zlatou hvězdou

## Jiné Lady
- VAZ – Lada, značka automobilů z ruské automobilky
- Lada Soběslav, bývalá česká značka pro šicí stroje ze Soběslavi